# Raimonds Pauls
Raimonds Ojārs Pauls (ur. 12 stycznia 1936 w Rydze) – łotewski kompozytor, pianista i polityk, parlamentarzysta, w latach 1990–1993 minister kultury. Uznawany za najbardziej cenionego łotewskiego kompozytora muzyki popularnej.

## Życiorys
Naukę gry na fortepianie zaczął w wieku czterech lat. Uczył się w szkołach muzycznych, w 1958 ukończył studia w konserwatorium łotewskim, na którym później kształcił się również w zakresie kompozycji. W 1967 dołączył do Związku Kompozytorów Łotewskich. W 1956 współtworzył orkiestrę radiową, w tym samym roku nagrał swoją pierwszą piosenkę. Związany następnie z Filharmonią Łotewską i ryskimi orkiestrami, był m.in. dyrektorem muzycznym Rīgas estrādes orķestris. W 1971 założył własną grupę pod nazwą „Modo”, a w 1985 zespół „Remix”. Od 1979 pełnił dyrektorskie funkcje w łotewskim radiu i telewizji. Od końca lat 70. prowadził programy w łotewskiej telewizji.
Jako kompozytor tworzył m.in. muzykę do produkcji teatralnych i filmowych, a także utwory chóralne i jazzowe oraz muzykę baletową. Współpracował z takimi poetami jak Andriej Wozniesienski czy Ilja Rieznik. Tworzył piosenki dla Ałły Pugaczowej (m.in. przeboje „Miłlion ałych roz” i „Maestro”), Walerija Leontjewa i Laimy Vaikule. Zyskał dzięki temu znaczną popularność w Rosji.
W 1988 został przewodniczącym państwowego komitetu do spraw kultury, a rok później ministrem kultury Łotewskiej SRR. Pozostał na tym stanowisku również po odzyskaniu w 1990 przez Łotwę niepodległości, zajmując je do 1993. W latach 1993–1998 pełnił funkcję doradcy prezydenta Łotwy do spraw kultury. Do 1995 był jednocześnie dyrektorem artystycznym i dyrygentem orkiestry „Big bends” przy Latvijas Radio.
W 1998 założył i stanął na czele ugrupowania pod nazwą Nowa Partia. Partia wprowadziła w tym samym roku swoją reprezentację do Sejmu, a jej lider uzyskał mandat poselski. Formacja uległa jednak dezintegracji. Raimonds Pauls dołączył do Partii Ludowej. Z jej ramienia zasiadał w parlamencie przez dwie kolejne kadencje (2002–2010).

## Odznaczenia
- 1995 – Komandor Orderu Trzech Gwiazd (Łotwa)[8]
- 1997 – Kawaler 1. klasy Orderu Gwiazdy Polarnej (Szwecja)
- 2008 – Krzyż Uznania I klasy (Łotwa)[9]
- 2010 – Order Honoru (Rosja)[10]
- 2013 – Order Honoru (Armenia)[11]
- 2016 – Wielki Oficer Orderu Trzech Gwiazd (Łotwa)[12]
- 2017 – Order Honoru (Gruzja)[13]
- 2020 – Order Wschodzącego Słońca klasy Złote Promienie ze Wstęgą (Japonia)[14]